# Tomáš Ďubek
Tomáš Ďubek (* 22. ledna 1987, Zvolen) je slovenský fotbalový záložník, od července 2017 hráč klubu Zalaegerszegi TE. Na svém kontě má jeden start za slovenský národní tým (v roce 2013).

## Klubová kariéra
Svou fotbalovou kariéru začal v MFK Lokomotíva Zvolen. V roce 2002 přestoupil ještě jako dorostenec do MFK Ružomberok, kde se propracoval až do prvního mužstva a později převzal kapitánskou pásku. V sezóně 2012/13 byl vyhlášen nejlepším hráčem 1. slovenské ligy. V létě 2014 v týmu předčasně skončil.
8. července 2014 přestoupil po delších jednáních do FC Slovan Liberec. První soutěžní zápas absolvoval 17. července ve 2. předkole Evropské ligy UEFA 2014/15 proti MFK Košice (výhra 1:0). Po faulu na něj byl nařízen v 83. minutě pokutový kop, který proměnil Marek Jarolím. V domácí odvetě 24. července se premiérově zapsal do střelecké listiny, Liberec zvítězil 3:0 a postoupil do 3. předkola proti FC Astra Giurgiu, kde byl vyřazen.
V Liberci strávil jen jednu sezónu a v červnu 2015 se vrátil do MFK Ružomberok.
Za Ružomberok odehrál 2 sezóny (60 zápasů a 9 gólů) a v červenci 2017 posílil maďarský klub Zalaegerszegi TE.

## Reprezentační kariéra
V březnu 2013 figuroval v širší nominaci slovenského národního týmu pro kvalifikační zápas s Litvou (22. března) a přátelské utkání se Švédskem (26. března, oba zápasy měly dějiště v Žilině na stadiónu Pod Dubňom). Do žádného zápasu však nezasáhl. Svůj debut v reprezentačním A-mužstvu absolvoval 7. června 2013 proti Lichtenštejnsku, šlo o kvalifikační utkání na MS 2014 (remíza 1:1).